# Младє
Младє (словен. Mladje) — поселення в общині Кршко, Споднєпосавський регіон, Словенія. Висота над рівнем моря: 383,2 м.